# Simone Pontisso
Simone Pontisso (San Daniele del Friuli, 20 marzo 1997) è un calciatore italiano, centrocampista del Catanzaro.

## Caratteristiche tecniche
Regista dotato tecnicamente, abile nell'impostazione della manovra, nei calci piazzati e nella fase di interdizione, è rapido e bravo nei colpi di testa, oltre ad avere un'ottima visione di gioco e un buon tiro da fuori; per le sue caratteristiche è stato paragonato a Patrick Vieira.

## Carriera

### Club
Cresciuto nel settore giovanile dell'Udinese, esordisce in prima squadra il 31 maggio 2015, nella partita di Serie A persa per 4-3 contro il Cagliari.
Il 29 giugno 2016 viene ceduto in prestito alla SPAL, con cui il 10 settembre seguente segna la prima rete tra i professionisti, nella partita di campionato pareggiata per 1-1 contro l'Ascoli; al termine della stagione conquista la promozione nella massima serie con il club estense. Rientrato all'Udinese, il 15 settembre 2017 prolunga con i bianconeri fino al 2022; quasi mai impiegato con il club friulano, il 30 gennaio 2019 si trasferisce a titolo definitivo al L.R. Vicenza.
Il 30 gennaio 2022, dopo 75 presenze totali con i veneti, viene acquistato dal Pescara.
Il 5 luglio 2022 passa al Catanzaro, con cui firma un biennale. Con la squadra giallorossa conquista la terza promozione in carriera, conquistando la serie cadetta che mancava ai calabresi da 17 anni e vince la Supercoppa di Serie C.
Il 2 agosto 2024 rinnova il proprio contratto coi calabresi sino al 2026.

### Nazionale
Nel 2016 ha disputato l'Europeo Under-19, concluso al secondo posto finale.

## Statistiche

### Presenze e reti nei club
Statistiche aggiornate al 25 maggio 2025.
| Stagione         | Squadra          | Campionato       | Campionato | Campionato | Coppe nazionali | Coppe nazionali | Coppe nazionali | Coppe continentali | Coppe continentali | Coppe continentali | Altre coppe | Altre coppe | Altre coppe | Totale | Totale |
| Stagione         | Squadra          | Comp             | Pres       | Reti       | Comp            | Pres            | Reti            | Comp               | Pres               | Reti               | Comp        | Pres        | Reti        | Pres   | Reti   |
| ---------------- | ---------------- | ---------------- | ---------- | ---------- | --------------- | --------------- | --------------- | ------------------ | ------------------ | ------------------ | ----------- | ----------- | ----------- | ------ | ------ |
| gen.-giu. 2015   | Udinese          | A                | 1          | 0          | CI              | 0               | 0               | -                  | -                  | -                  | -           | -           | -           | 1      | 0      |
| 2015-2016        | Udinese          | A                | 0          | 0          | CI              | 1               | 0               | -                  | -                  | -                  | -           | -           | -           | 1      | 0      |
| 2016-2017        | SPAL             | B                | 5          | 1          | CI              | 1               | 0               | -                  | -                  | -                  | -           | -           | -           | 6      | 1      |
| 2017-2018        | Udinese          | A                | 1          | 0          | CI              | 0               | 0               | -                  | -                  | -                  | -           | -           | -           | 1      | 0      |
| 2018-gen. 2019   | Udinese          | A                | 0          | 0          | CI              | 0               | 0               | -                  | -                  | -                  | -           | -           | -           | 0      | 0      |
| Totale Udinese   | Totale Udinese   | Totale Udinese   | 2          | 0          |                 | 1               | 0               |                    | -                  | -                  |             | -           | -           | 3      | 0      |
| gen.-giu. 2019   | L.R. Vicenza     | C                | 10+1       | 0          | CI+CI-C         | 0+1             | 0               | -                  | -                  | -                  | -           | -           | -           | 12     | 0      |
| 2019-2020        | L.R. Vicenza     | C                | 21         | 3          | CI+CI-C         | 1+1             | 0               | -                  | -                  | -                  | -           | -           | -           | 23     | 3      |
| 2020-2021        | L.R. Vicenza     | B                | 25         | 0          | CI              | 0               | 0               | -                  | -                  | -                  | -           | -           | -           | 25     | 0      |
| 2021-gen. 2022   | L.R. Vicenza     | B                | 14         | 0          | CI              | 1               | 0               | -                  | -                  | -                  | -           | -           | -           | 15     | 0      |
| Totale Vicenza   | Totale Vicenza   | Totale Vicenza   | 70+1       | 3          |                 | 4               | 0               |                    | -                  | -                  |             | -           | -           | 75     | 3      |
| gen.-giu. 2022   | Pescara          | C                | 16+4       | 0+1        | CI-C            | -               | -               | -                  | -                  | -                  | -           | -           | -           | 20     | 1      |
| 2022-2023        | Catanzaro        | C                | 32         | 2          | CI+CI-C         | 0+2             | 0               | -                  | -                  | -                  | SC-C        | 2           | 0           | 36     | 2      |
| 2023-2024        | Catanzaro        | B                | 24+3       | 2          | CI              | 2               | 0               | -                  | -                  | -                  | -           | -           | -           | 19     | 0      |
| 2024-2025        | Catanzaro        | B                | 31+3       | 3          | CI              | 1               | 0               | -                  | -                  | -                  | -           | -           | -           | 35     | 3      |
| Totale Catanzaro | Totale Catanzaro | Totale Catanzaro | 87+6       | 7          |                 | 5               | 0               |                    | -                  | -                  |             | 2           | 0           | 100    | 7      |
| Totale carriera  | Totale carriera  | Totale carriera  | 180+11     | 11+1       |                 | 11              | 0               |                    | -                  | -                  |             | 2           | 0           | 204    | 12     |

## Palmarès

### Club

#### Competizioni nazionali
- Campionato italiano di Serie B: 1

SPAL: 2016-2017
- Serie C: 2

L.R. Vicenza: 2019-2020 (girone B)
Catanzaro: 2022-2023 (girone C)
- Supercoppa Serie C: 1

Catanzaro: 2023